# Góra Dąbrowa (Pogórze Bukowskie)
Góra Dąbrowa – wzniesienie położone na Pogórzu Bukowskim w części wschodniej, ma wysokość 350 m n.p.m. Znajduje się na terenie Gminy Zarszyn w pobliżu wsi Pielnia i Nowosielce. Teren jest przecięty doliną Pielnicy. Na południowym wschodzie Kotlina Sanocka oraz Góry Słonne oddzielają Pogórze Bukowskie od Gór Sanocko-Turczańskich.